# Diatesis hemorrágica
En medicina (hematología), la diátesis hemorrágica es una susceptibilidad inusual a sangrar (hemorragia) debida sobre todo a la hipocoagulabilidad (enfermedad de coagulación sanguínea irregular y lenta), causada a su vez por una coagulopatía. (un defecto en el sistema de coagulación). Por lo tanto, esto puede dar lugar a la reducción de plaquetas que se producen y conduce a un sangrado excesivo. Se distinguen varios tipos de coagulopatía, que van de leves a letales. La coagulopatía puede estar causada por el adelgazamiento de la piel (síndrome de Cushing), de tal manera que la piel está debilitada y se magulla con facilidad y frecuencia sin que haya ningún traumatismo o lesión en el cuerpo. Además, la coagulopatía puede deberse a una alteración de la cicatrización de las heridas o de la formación de coágulos.correcto

## Signos y síntomas
| Síntoma                   | Trastornos |
| ------------------------- | --- |
| Petequias (manchas rojas) | - Síndrome de Wiskott-Aldrich, donde pueden parecerse a unos moratones - Leucemia aguda - Leucemia crónica - Deficiencia de vitamina K |
| Púrpura y equimosis       | - Leucemia aguda - Leucemia crónica - Deficiencia de vitamina K                                                                        |
| Sangre en las heces       | - Síndrome de Wiskott-Aldrich, especialmente en la infancia - Leucemia aguda                                                           |
| Sangrado de las encías    | - Síndrome de Wiskott-Aldrich - Leucemia aguda - Leucemia crónica                                                                      |
| Sangrado nasal prolongado | - Síndrome de Wiskott-Aldrich |

### Complicaciones
A continuación se presentan algunas complicaciones de las coagulopatías, algunas de ellas provocadas por sus tratamientos:
| Complicación | Trastornos                                                                  |
| --- | --------------------------------------------------------------------------- |
| Hemorragia de tejidos blandos, por ejemplo, hemorragia muscular profunda, que provoca hinchazón, entumecimiento o dolor de una extremidad. | - Hemofilia - Enfermedad de Von Willebrand                                  |
| Daño articular, potencialmente con dolor intenso e incluso destrucción de la articulación y desarrollo de artritis                         | - Hemofilia - Enfermedad de Von Willebrand                                  |
| Hemorragia de la retina | - Leucemia aguda                                                            |
| Infección transmitida por transfusión, por las transfusiones de sangre que se administran como tratamiento.                                | - Hemofilia                                                                 |
| Reacciones adversas al tratamiento con factores de coagulación.                                                                            | - Hemofilia                                                                 |
| Anemia | - Enfermedad de Von Willebrand                                              |
| Exsanguinación (desangramiento hasta la muerte)                                                                                            | - Enfermedad de Von Willebrand - Leucemia aguda - Deficiencia de vitamina K |
| Hemorragia cerebral | - Síndrome de Wiskott-Aldrich                                               |

## Causas
Si bien existen varias causas posibles, por lo general provocan una hemorragia excesiva y una falta de coagulación.

### Adquirida
Las causas adquiridas de la coagulopatía incluyen la anticoagulación con warfarina, la insuficiencia hepática, la deficiencia de vitamina K y la coagulación intravascular diseminada. Además, el veneno hemotóxico de ciertas especies de serpientes puede causar esta afección, por ejemplo Bothrops, cascabel y otras especies de viper. Las fiebres hemorrágicas virales incluyen el dengue hemorrágico y el síndrome de shock del dengue. La leucemia también puede causar coagulopatía. Además, se sabe que la fibrosis quística causa diátesis hemorrágica, especialmente en bebés no diagnosticados, debido a la malabsorción de vitaminas liposolubles como la vitamina K.[cita requerida]

### Causas autoinmunes de los trastornos de la coagulación adquiridos
Existen causas autoinmunes de los trastornos de la coagulación. Entre ellas se encuentran los anticuerpos adquiridos contra los factores de coagulación, denominados inhibidores de la coagulación. El principal inhibidor está dirigido contra el factor de coagulación VIII. Otro ejemplo es el síndrome antifosfolípido, un estado autoinmune e hipercoagulable.[cita requerida]

### Causas distintas de la coagulación
La diátesis hemorrágica también puede ser causada por el deterioro de la cicatrización de heridas (como en el escorbuto), o por el adelgazamiento de la piel, como en el síndrome de Cushing.[cita requerida]

## Genética
Algunas personas carecen de los genes que suelen producir los factores de coagulación (proteínas) que permiten una coagulación normal. Varios tipos de hemofilia y la enfermedad de von Willebrand son los principales trastornos genéticos asociados a la coagulopatía. Ejemplos raros son el síndrome de Bernard-Soulier, el síndrome de Wiskott-Aldrich y la trombastenia de Glanzmann. Los tratamientos de terapia génica pueden ser una solución, ya que consisten en la inserción de genes normales para sustituir a los genes defectuosos causantes del trastorno genético. La terapia génica es una fuente de investigación activa que resulta prometedora para el futuro.

## Diagnosis

### Comparación de las pruebas de coagulación
| Enfermedad                                             | Tiempo de protrombina | Tiempo de tromboplastina parcial | Tiempo de hemorragia | Recuento de plaquetas    |
| ------------------------------------------------------ | --------------------- | -------------------------------- | -------------------- | ------------------------ |
| Deficiencia de vitamina K o warfarina                  | Prolongado            | Normal o ligeramente prolongado  | No está afectado.    | No está afectado         |
| Coagulación intravascular diseminada                   | Prolongado            | Prolongado                       | Prolongado           | Disminuido               |
| Enfermedad de Von Willebrand                           | No está afectado      | Prolongado o no afectado         | Prolongado           | No está afectado         |
| Hemofilia                                              | No está afectado      | Prolongado                       | No está afectado     | No está afectado         |
| Aspirina                                               | No está afectado      | No está afectado                 | Prolongado           | No está afectado         |
| Trombocitopenia                                        | No está afectado      | No está afectado                 | Prolongado           | Disminuido               |
| Insuficiencia hepática, temprana                       | Prolongado            | No está afectado                 | No está afectado     | No está afectado         |
| Insuficiencia hepática terminal                        | Prolongado            | Prolongado                       | Prolongado           | Disminuido               |
| Uremia                                                 | No está afectado      | No está afectado                 | Prolongado           | No está afectado         |
| Afibrinogenemia congénita                              | Prolongado            | Prolongado                       | Prolongado           | No está afectado         |
| Deficiencia del factor V                               | Prolongado            | Prolongado                       | No está afectado     | No está afectado         |
| Factor X deficiencia como se ve en la púrpura amiloide | Prolongado            | Prolongado                       | No está afectado     | No está afectado         |
| Trombastenia de Glanzmann                              | No está afectado      | No está afectado                 | Prolongado           | No está afectado         |
| Síndrome de Bernard-Soulier                            | No está afectado      | No está afectado                 | Prolongado           | Disminuido o no afectado |
| Deficiencia de factor XII                              | No está afectado      | Prolongado                       | No está afectado     | No está afectado         |
| Angioedema hereditario: deficiencia de C1INH           | No está afectado      | Acortado                         | No está afectado     | No está afectado         |

## Tratamientos
Se debe consultar a un hematólogo y hacerse revisiones sanguíneas periódicas. Hacerse una prueba de diagnóstico precoz de cualquier trastorno sanguíneo o enfermedad de la sangre, incluida la hemofilia, la hemorragia y la anemia falciforme. Los análisis de sangre del tiempo de protrombina y del tiempo parcial de tromboplastina son útiles para investigar el motivo del sangrado excesivo. El TP evalúa los factores de coagulación I, II, V, VII y X, mientras que el TPT evalúa los factores de coagulación I, II, V, VIII, IX, X, XI y XII. El análisis de ambas pruebas ayuda a diagnosticar determinados trastornos.
La transfusión de sangre consiste en la transferencia de plasma que contiene todos los factores coagulantes necesarios (fibrinógeno, protrombina, tromboplastina) para ayudar a restablecerlos y mejorar las defensas inmunológicas del paciente tras una pérdida excesiva de sangre. La transfusión de sangre también provoca la transferencia de plaquetas que pueden actuar junto con los factores de coagulación para que se inicie la coagulación de la sangre.
Se pueden recetar diferentes medicamentos según el tipo de enfermedad. Las vitaminas (K, P y C) son esenciales en caso de obstrucción de las paredes de los vasos sanguíneos. Además, la vitamina K es necesaria para la producción de factores de coagulación de la sangre, de ahí que se recomiende la inyección de vitamina K(fitomenadiona) para impulsar la coagulación de la sangre.